# Јануари Суходолски
Јануари Суходолски (пољ. January Suchodolski; Гродно, 19. септембар 1797 — Сједлице, 20. март 1875) био је пољски уметник, војни официр и члан Империјалне академије уметности.